# Milliyet
Milliyet – turecki dziennik założony w 1950 roku. Dzienny nakład pisma wynosi 130 tys. egzemplarzy (stan na 2018 rok).